# DJ 리설
DJ 리설 (DJ Lethal, 1972년 12월 18일 ~ )는 라트비아 태생의 음악가로, 림프 비즈킷에서 턴테이블을 담당하고 있다.